# Kutry torpedowe typu Libelle
Kutry torpedowe typu Libelle (Projekt 131) – typ małych kutrów torpedowych produkowanych w Niemieckiej Republice Demokratycznej od 1975 roku

## Historia

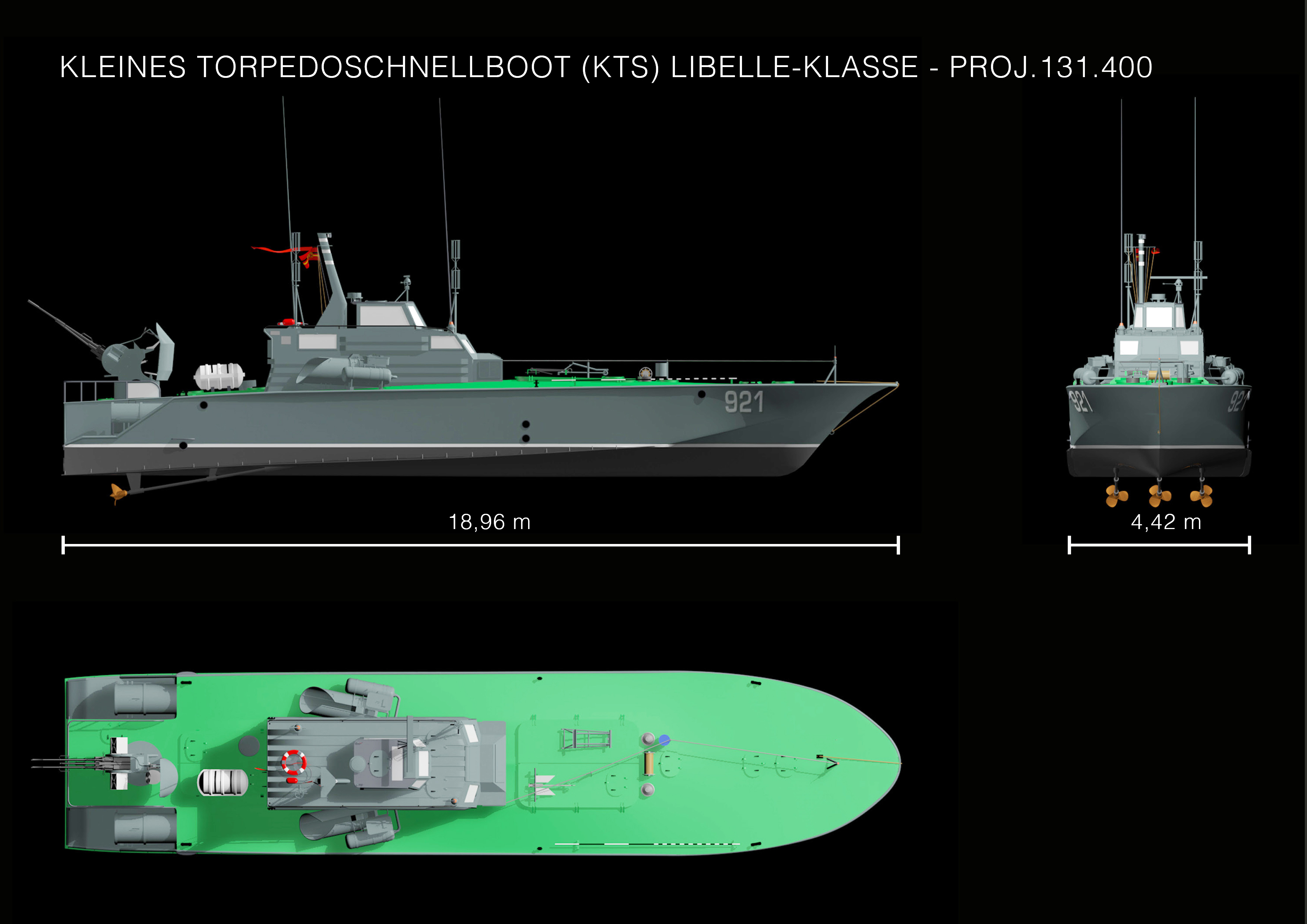
Rysunek w 3 rzutach

W związku z ukształtowaniem linii brzegowej Niemieckiej Republiki Demokratycznej, która sprzyjała działaniom małych okrętów uderzeniowych, Marynarka Wojenna NRD (niem. Volksmarine) posiadała znaczną liczbę kutrów torpedowych, nawet, gdy z okrętów tej klasy zrezygnowano już w innych krajach.
Na początku lat siedemdziesiątych XX wieku w NRD rozpoczęto opracowywanie nowego typu lekkich kutrów torpedowych, które miały zastąpić używane przez Volksmarine kutry torpedowe typu Iltis (Proj. 63) i Hydra (Proj. 68). Nowo projektowane kutry były budowane według podobnej koncepcji, co ich poprzednicy, w rzadko spotykanym układzie z rufowymi wyrzutniami torped.
W 1975 roku rozpoczęto wprowadzać do jednostek nowy kuter torpedowy projektu 131, oznaczony jako typ Libelle (pol. "ważka"), który był klasyfikowany w marynarce NRD jako KTS-Boot (niem. Kleines Torpedoschnellboot – mały kuter torpedowy). Kutry te były budowane w stoczni VEB Peenewerft w Wolgast. Łącznie zbudowano 30 kutrów seryjnych i 4 prototypowe, wszystkie były na wyposażeniu marynarki NRD. Pierwsza jednostka prototypowa została przekazana do testów w 1972. Seryjne kutry trafiły do marynarki niemieckiej pomiędzy 20 grudnia 1974 a 31 marca 1977. Prototypy nosiły numery stoczniowe 131.1-131.4, a seryjne: 131.401-131.430.

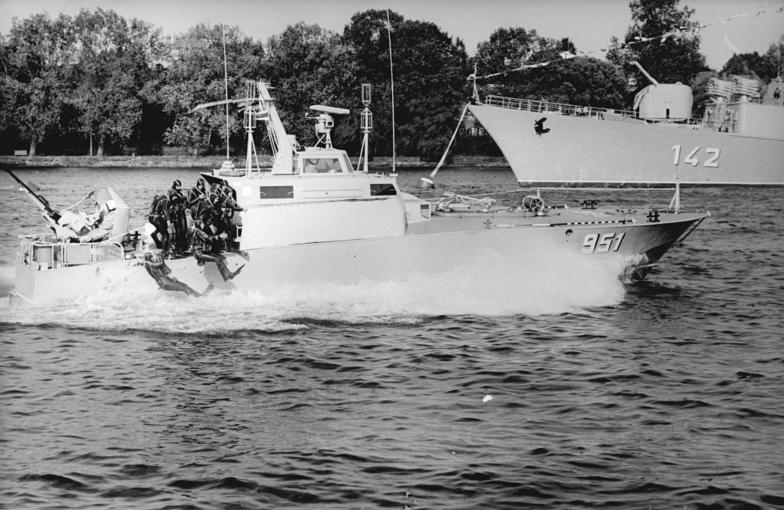
Kuter podczas parady, z płetwonurkami bojowymi

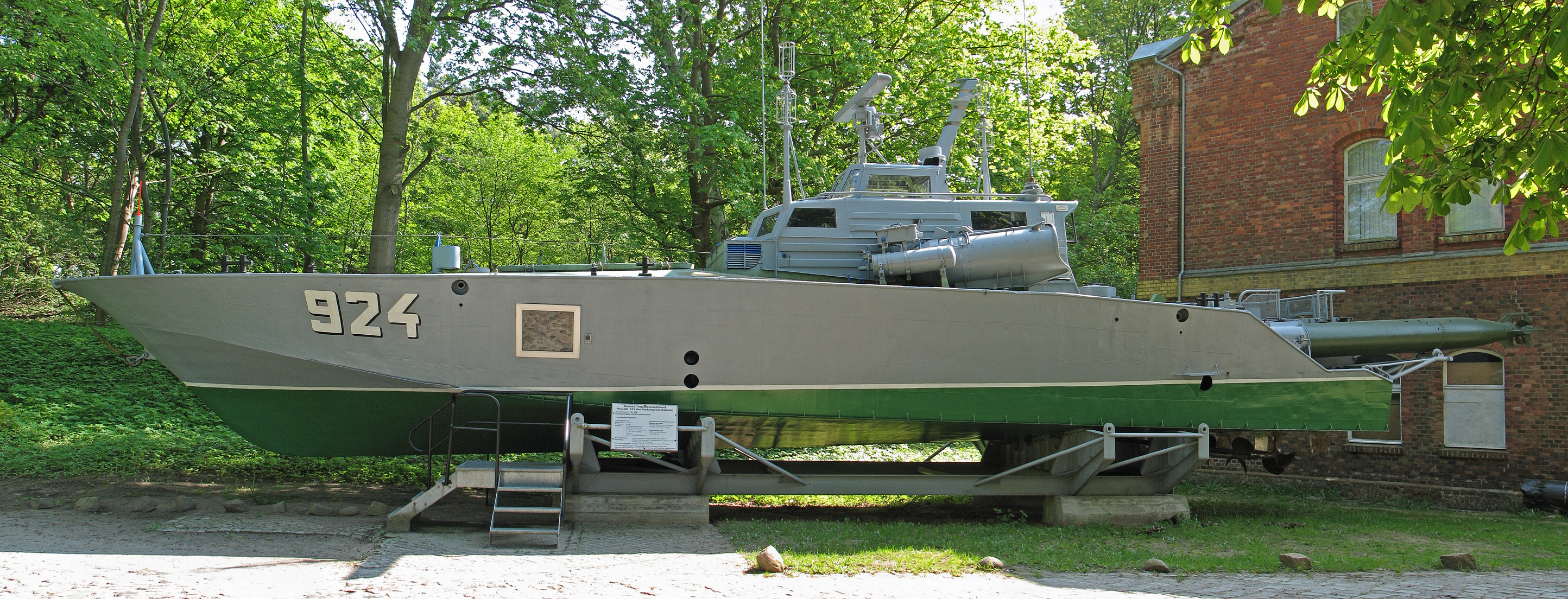
Kuter 924 (131.408) w Muzeum Marynarki w Dänholm (ze zdemontowaną armatą)

Kutry przeznaczone były do zwalczania lekkich okrętów przeciwnika, stawiania min oraz mogły być użyte do transportu i wysadzania na brzeg przeciwnika grup rozpoznawczo-dywersyjnych. Podczas zimy, kutry te mogły bazować na lądzie, wyciągane na specjalnych wózkach transportowych po pochylniach.
W momencie zjednoczenia Niemiec w 1990 roku kutry typu Libelle, których pozostało jeszcze w służbie 14, zostały wycofane do rezerwy i po niepomyślnych próbach użycia ich jako jednostek patrolowych (silniki nie spełniały wymogów Bundesmarine), przeznaczono je na złom. Kilka zachowano w muzeach.

## Opis konstrukcji
Kutry torpedowe typu Libelle były jednostkami o niewielkich rozmiarach i niewielkim zanurzeniu, umożliwiającym działania na wodach przybrzeżnych. Sylwetka z centralnie umieszczoną przeszkloną nadbudówką przypominały szybki jacht motorowy. Kadłub był bez redanu. Napędzały je trzy silniki wysokoprężne. Silniki umieszczono w kadłubie przed nadbudówką, dostęp do nich przy bieżącej obsłudze i konserwacji zapewniały 2 uchylne klapy.

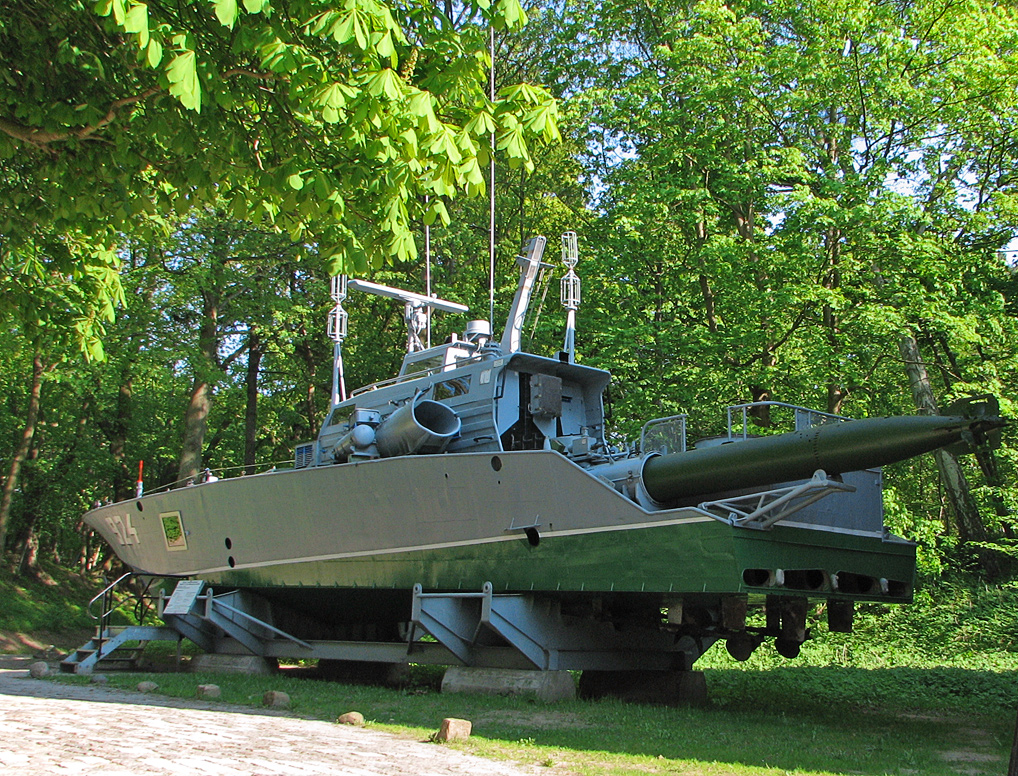
Kuter 924 (131.408) w Muzeum Marynarki w Dänholm – widoczna torpeda podczas załadunku do wyrzutni, z dostawioną ramą załadowczą (tą samą drogą torpeda była wystrzeliwana w kierunku rufy)

Uzbrojenie kutra składało się z dwóch wyrzutni torped kalibru 533 mm, umieszczonych w części rufowej pod pokładem i rozsuniętych w kierunku burt. Wystrzelone torpedy opuszczały wyrzutnie nie w kierunku ruchu kutra, lecz zsuwały się częścią ogonową do wody i dopiero wówczas rozpoczynały ruch postępowy w kierunku ruchu kutra (kuter następnie skręcał, a torpedy kontynuowały bieg w kierunku celu). Do wyrzutni tych stosowano radzieckie torpedy wz. 53. Jednostka uzbrojona była również w podwójnie sprzężoną armatę plot kal. 23 mm typu ZSO-23-2 umieszczoną na rufie oraz 2 miny umieszczone w specjalnych pojemnikach po obu stronach nadbudówki.
Wyposażenie elektroniczne jednostki składało się z radiostacji oraz radaru nawigacyjnego TSR 333.

## Dane taktyczno-techniczne kutrów torpedowych typu Libelle

### Dane kutra
- Wyporność pełna: 28,0 t
- Wymiary
  - długość: 19,0 m
  - szerokość: 4,5 m
  - zanurzenie: 1,2 m
- Napęd: 3 silniki wysokoprężne 3M50 F3bis o łącznej mocy 3600 KM, które napędzały 3 śruby
- Osiągi
  - prędkość maksymalna: 40 węzłów
  - zasięg: 500 mil morskich
- Uzbrojenie:
  - 2 wyrzutnie torped kaliber 533 mm
  - 1 podwójnie sprzężona armata kal. 23 mm ZSO-23-2
  - 2 miny
- Załoga: 5 osób

### Dane techniczno-taktyczne torpedy wz. 53
- masa głowicy bojowej: 400 kg
- zasięg: 20 km
- prędkość: 45 węzłów

### Dane techniczno-taktyczne armaty ZSO-23-2
- zasięg: 3 km
- masa pocisku: 0,34 kg
- szybkostrzelność: 270 strz/min
- kąt podniesienia lufy: -5º do +80º w płaszczyźnie poziomej
- kąt ostrzału w płaszczyźnie poziomej: 360º ograniczony nadbudówką